# Wolf At The Door
«Wolf At The Door» (en español: «El lobo está en la puerta») es una canción de la banda inglesa Keane, considerada como el sencillo más raro jamás lanzado por el grupo, con 50 copias hechas a mano en existencia. Fue el último disco grabado con el guitarrista Dominic Scott y también el único con guitarra hasta la versión the The Cult, She Sells Sanctuary, en el sencillo "A Bad Dream"

## Lista de canciones
1. «Wolf At The Door»
2. «Call Me What You Like»
3. «She Has No Time»

## Información acerca de la canción
- Tempo: 78bpm
- Acorde: Fsus4
- Tiempo rítmico: 6/8

- Datos: Q2990990